# Joan Palau i Vera
Joan Palau i Vera (Valencia, Veneçuela, 15 de març de 1875 - Barcelona, Barcelonès, 10 de novembre de 1919) va ser un pedagog i geògraf d'origen veneçolà que va exercir la seva tasca professional a Catalunya.

## Formació
Fill de Joan Palau, comerciant majorista, dedicat a la importació i exportació amb Amèrica, i de M. Jesús Vera, filla d'hisendats de Xile, va cursar part del batxillerat en règim d'internat a les Escoles Pies de Barcelona. Després de passar un temps a Alemanya es va proposar exercir de professor, s'instal·là a Barcelona i el 1903 va començar a estudiar Filosofia i Lletres a la Universitat de Barcelona i al curs següent es va traslladar a Madrid on va continuar els estudis universitaris i també va cursar estudis a la Junta per a l'Ampliació d'Estudis i Investigacions Científiques de la Institución Libre de Enseñanza. L'any 1906, tornava a estar a Barcelona, on havia iniciat l'aventura pedagògica i continua com a alumne oficial la resta de la carrera universitària, acabant els estudis l'any 1908 i al cap de quatre anys obtingué el Grau de llicenciat en l'especialitat de Filosofia.

## Iniciatives pedagògiques
Ben aviat va destacar en el camp de la pedagogia. La seva vinculació amb la Institución Libre de Enseñanza el va fer interessar-se pel moviment europeu de l'Escola Nova. El 1905 va fundar i va dirigir el Col·legi Mont d'Or de Barcelona, escola privada experimental dirigida a la classe burgesa, on es podia cursar pàrvuls, primària, batxillerat, i fins i tot estudis de cultura general i comerç, i es preparava també per l'ingrés a l'Escola Industrial de Terrassa, i on experimentà amb les teories pedagògiques angleses de Matthew Arnold i Thomas Arnold. Arribà també a tenir internat i a donar classes especials d'idiomes estrangers. Palau dominava el francès, l'anglès, l'italià i l'alemany. La seva esposa Mariana Kernast era una professora de música austríaca. L'any 1911 va abandonar la direcció de l'Escola Mont d'Or de la Bonanova per
fundar un internat en plena natura, cap a Matadepera, l'anomenada Escola de Treball al Camp o l'Escola Mont d'Or de Terrassa, que volia aprofundir molt més en els mètodes de l'Escola Nova, inspirada en les teories de John Dewey
i Ovide Decroly. L'any 1912 va acceptar una beca de la Diputació de Barcelona i es va traslladar a Roma a estudiar el mètode Montessori. Posteriorment, va ser nomenat director de l'Escola de la Casa de la Maternitat de la Diputació de Barcelona, on s'implantà l'esmentat mètode entre els alumnes de parvulari.

## L'Escola de Bibliotecàries i l'Escola d'Alts Estudis comercials
Va mantenir una estreta relació amb Eugeni d'Ors, que era el secretari general de l'Institut d'Estudis Catalans i persona de la màxima confiança en temes educatiua d'Enric Prat de la Riba, el president de la Mancomunitat de Catalunya i de la Diputació de Barcelona. Així, quan la Mancomunitat va decidir crear l'Escola de Bibliotecàries l'any 1915 es confià la tasca d'organitzar els estudis i l'escola a Eugeni d'Ors, aquest va comptar amb personatges rellevants com Carles Riba, Manuel de Montoliu, Ramon d'Alòs-Moner i de Dou, o Jordi Rubió i va col·locar en la direcció de l'Escola a Joan Palau, que es va convertir en el primer director de l'Escola, en la qual també va exercir com a professor. Palau ocuparia aquest càrrec de director fins a l'any de la seva mort prematura causada pel tifus, el 1919. Abans, l'any 1918, va ser nomenat professor de Geografia, Etnografia i Colonització de l'Escola d'Alts Estudis Comercials, que més endavant es convertiria en la Facultat de Ciències Econòmiques. Aquest mateix any, es va traslladar, becat per la Mancomunitat de Catalunya, a Suïssa per aprofundir en els coneixements geogràfics.

## Reconeixements
L'any 2004 la Societat Catalana de Geografia de l'Institut d'Estudis Catalans va promoure el "Premi Joan Palau Vera" per a treballs de recerca d'estudiants de batxillerat sobre aspectes de la geografia en qualsevol dels seus àmbits temàtics, amb la intenció de convertir-se també en un homenatge al geògraf.

## Publicacions
Palau va publicar Un assaig d'aplicació del mètode Montessori a la Casa de la Maternitat (1919), a més de nombroses traduccions, especialment, de les obres de Maria Montessori. Com a assessor pedagògic de l'editorial Seix Barral, va realitzar una important tasca de renovació de materials escolars, i també va editar manuals didàctics d'aritmètica, ciències naturals i, especialment, geografia. Així, l'any 1914, va publicar a una Geografia Humana, important per als coneixements i visions geogràfiques dels estudiants de les escoles de magisteri, comerç i bibliotecàries. Més endavant, el 1914, va publicar l'assaig La educación del ciudadano.